# Noke Koi
Noke Koi o Noke Kuin és un poble indígena que habita al nord-oest de l'estat brasiler d'Acre, a els Terres Indígenes del Rio Gregório, municipi de Tarauacá i del Riu Campinas, municipi de Cruzeiro do Sul i al centre d'Acre, al costat del límit amb l'estat d'Amazones, a la Terra Indígena Katukina/Kaxinawá. El seu idioma pertany a la família lingüística pano. Noke Koĩ significa “gent veritable”. Van ser anomenats catuquina-pano pels colonitzadors.
És dividien en sis clans: Varinawa (gent del sol), Kamanawa (gent del jaguar), Satanawa (gent de la llúdria), Waninawa (gent del chontaduro), Nainawa (gent del cel) i Numanawa (gent del colom)